# Granger (Washington)
Granger é uma cidade  localizada no estado norte-americano de Washington, no Condado de Yakima.

## Demografia
Segundo o censo norte-americano de 2000, a sua população era de 2530 habitantes.
Em 2006, foi estimada uma população de 2859, um aumento de 329 (13.0%).

## Geografia
De acordo com o United States Census Bureau tem uma área de
3,2 km², dos quais 3,2 km² cobertos por terra e 0,0 km² cobertos por água. Granger localiza-se a aproximadamente 218 m acima do nível do mar.

## Localidades na vizinhança
O diagrama seguinte representa as localidades num raio de 24 km ao redor de Granger.